# Nastasja (film)
Nastasja (polsky Nastazja, japonsky ナスターシャ, Nasutáša) je japonskojazyčné polské filmové drama režiséra Andrzeje Wajdy z roku 1994 na motivy Dostojevského Idiota. Vychází z Wajdova divadelního představení Nastasja Filippovna, které mělo premiéru v roce 1977 v krakovském Teatru Starem. V roce 1989 v Tokiu a v roce 1993 ve Varšavě v jeho představení hrál dvojroli Tamasaburó Bandó V., uznávaný herec ženských rolí v tradičním divadle kabuki, který si dvojroli (plynule přechází mezi rolemi Myškina a Nastasji) zopakoval i ve filmu. Ve druhé hlavní roli Parfena Rogožina se představil Tošijuki Nagašima. Natáčení probíhalo ve Varšavě. Film se odehrává z velké části v jediné místnosti Rogožinova domu, kde po vraždě Nastasji Filippovny, jejíž tělo leží ve vedlejší ložnici, Rogožin a kníže Myškin rozmlouvají a rekonstruují svá předchozí setkání.